# Чернышёв, Иван Иванович
Иван Иванович Чернышёв (23 марта 1912 года, село Баткатское Богородской волости Томского уезда Томской губернии (ныне Шегарского района Томской области) — 7 декабря 1977 года, Томск) — командир отделения разведки 391-й отдельной разведывательной роты (323-я стрелковая дивизия, 33-я армия, 1-й Белорусский фронт), сержант, полный кавалер Ордена Славы.

## Биография
Получив начальное образование, работал трактористом.
С января 1942 года Шегарским райвоенкоматом Новосибирской области призван в ряды Красной армии. С того же времени на фронтах Великой Отечественной войны.
В боях по освобождению Белоруссии в период с 24 по 29 июня 1944 года сержант Чернышёв неоднократно принимал участие в отражении контратак противника, в разведывательных операциях по захвату контрольных пленных, штабных документов, техники, а также предотвратил взрыв противником моста возле деревни Капланцы. Приказом по полку он от 2 июля 1944 года был награждён медалью «За отвагу».
23 июля 1944 года сержант Чернышёв, находясь в разведке, обнаружил пулемётную точку противника. Скрытно, с ещё двумя разведчиками отделения, подобрался к ней и забросал её гранатами. При этом был захвачен ручной пулемёт. Когда противник перешёл в контратаку, артиллеристы оставили а поле 45-мм пушку. Чернышёв со своим отделением окопался возле пушки и не дал противнику захватить её. После того, как контратаки были отбиты, он своими силами доставил пушку в расположение части. Ранее в районе населённого пункта Крынки он участвовал в уничтожении окружённой группировки противника. Приказом по 323 дивизии от 10 августа 1944 года сержант Чернышёв был награждён орденом Славы 3-й степени.
18 августа 1944 года командир отделения разведки он получил приказ первым со своим отделением переправиться через реку Нарев северо-западнее Белостока. Воспользовавшись густым туманом сержант Чернышёв начал переправляться через реку, однако противник, обнаружив их открыл огонь. Тем не менее, перодолев реку и болото на левом берегу, Чернышёв поднял бойцов в атаку и стремительным броском выбил противника с занимаемых позиций. Попытка противника отбить позицию, была пресечена автоматным огнём и гранатами. Тем самым было обеспечено форсирование реки Нарев стрелковыми подразделениями. Приказом по 323 дивизии от 20 августа 1944 года сержант Чернышёв был повторно награждён орденом Славы 3-й степени. Указом Президиума Верховного Совета СССР от 20 декабря 1951 года он был перенаграждён орденом Славы 1-й степени.
27 января 1945 года при прорыве обороны противника был ранен командир взвода. Сержант Чернышёв принял командование на себя, продолжал вести бой, в котором было уничтожено 20 солдат противника и 5 взято в плен. При совершении рейда в тыл противника взвод наткнулся на отряд, прикрывавший подступы к городу Гостынь с тыла и, несмотря на численное преврсходство противника, принял с ним бой. В бою было уничтожено 45 солдат противника и 18 взято в плен. Это позволило взводу первым ворваться в город и занять его. При форсировании реки Одер с 16 на 17 февраля 1945 года Чернышёв в бою уничтожил 2-х солдат противника и способствовал группе захватить в контрольного пленного, который оказался унтер-офицером. Приказом по 33-й армии от 9 апреля 1945 года сержант Чернышёв был награждён орденом славы 2-й степени.
Сержант Иван Чернышёв демобилизовался в 1945 году, вернулся на родину. Жил в Томске, работал в речном порту.
Скончался Иван Иванович Чернышёв 7 декабря 1977 года.

## Память
- Похоронен на Аллее Славы на Бактинском кладбище в Томске
- Его имя высечено на Памятной стеле томичей-героев в Аллее боевой славы в Лагерном саду Томска.